# Jürgen Trumpf
Jürgen Trumpf (Düsseldorf, 8 de julho de 1931 — 13 de maio de 2023) foi nomeado Secretário-Geral para o Conselho da União Europeia, mandato que exerceu entre 1 de setembro de 1994 até 17 de outubro de 1999.
Quando o Tratado de Amsterdão entrou em vigor, ele foi oficialmente o primeiro Alto Representante para a Política Externa e de Segurança Comum do Conselho da União Europeia, cargo que ocupou entre março e outubro de 1999.
Ele foi sucedido por Javier Solana, que foi nomeado sucessor de Trumpf em ambas as posições, pelo Conselho Europeu de Colónia.
1. ↑  «jürgen trumpf» (em alemão). Consultado em 23 de maio de 2023